# Amazzoni nella cultura di massa
Questa pagina raccoglie i principali riferimenti alle Amazzoni dall'antichità latina all'età contemporanea.

## Amazzoni latine
Il poeta Virgilio riprende nell'Eneide la tradizione delle Amazzoni per descrivere l'eroina italica Camilla e il suo seguito di donne guerriere, alleate di Turno, che si scontrano con i Troiani guidati da Enea. Dopo un iniziale successo della cavalleria guidata dall'eroina, la morte di Camilla, uccisa da una freccia scagliata da Arunte, disperde le sue schiere, che si ritirano. Solo Acca, la comandante in seconda, resta per riferire a Turno l'esito della battaglia.

## Amazzoni del Rinascimento e dell'età moderna
I poeti Boiardo nell'Orlando innamorato, e Ariosto, nell'Orlando furioso, traspongono nel ciclo cavalleresco la figura della donna guerriera, della "vergine indomita" nei personaggi di Bradamante e Marfisa, ma introducono in queste eroine dei sentimenti amorosi, sconosciuti agli autori classici.
Anche Torquato Tasso nella Gerusalemme liberata tratteggia la romantica figura di Clorinda, fortissima e bellissima guerriera che combatte con l'esercito mussulmano per difendere Gerusalemme durante la prima crociata. Clorinda si batte valorosamente coperta dall'armatura, tanto da essere scambiata  per un uomo, fino a che non è sconfitta e uccisa involontariamente dal principe Tancredi, che si era innamorato di lei. In punto di morte l'eroina fa pace col suo nemico e si converte alla fede cristiana.
Nel Rinascimento si diffonde nella corte estense la cd. sella all'amazzone, una sella da parata riservata alle nobildonne, strutturata in modo che potessero cavalcare, o per meglio dire, stare a cavallo con il busto e l'ampia gonna, con entrambe le gambe sul fianco al cavallo. A parte il fatto di essere riservata alle donne, non vi era altro collegamento di questa scomoda sella con le mitiche amazzoni, in quanto esse erano sempre raffigurate dai greci cavalcare normalmente e senza sella i loro cavalli. Caterina de Medici creò un busto più flessibile e perfezionò la sella da amazzone, per posizionare una gamba in staffa e l'altra più sollevata grazie a uno speciale "corno" di sostegno, in modo da essere più in asse con il cavallo. In questo modo poteva guidare il cavallo da sola, senza l'aiuto del valletto che teneva la briglia.
L'uso della sella all'amazzone si diffuse tra le regine e le nobildonne negli altri stati europei, come testimoniano numerosi dipinti. Con gli anni vi furono vari perfezionamenti sia della sella che dell'abito, volti a permettere un sempre maggiore equilibrio e agio della cavallerizza, tanto da permettere a fine ottocento anche di fare corse e salti di ostacoli, pratiche in cui eccelleva l'imperatrice Elisabetta di Baviera. Tra la prima e la  seconda guerra mondiale, l'uso della sella decadde, poiché si era diffusa la bicicletta e la morale dell'epoca ormai riteneva accettabile che le donne portassero i pantaloni. Le donne iniziarono quindi a cavalcare e gareggiare con selle ordinarie. La sella all'amazzone è ormai utilizzata di rado, quasi esclusivamente  in occasioni cerimoniali, come la parata Trooping the Colour inglese, presieduta fino al 1986 dalla regina Elisabetta II che cavalcava all'amazzone.

## Amazzoni del Sud America

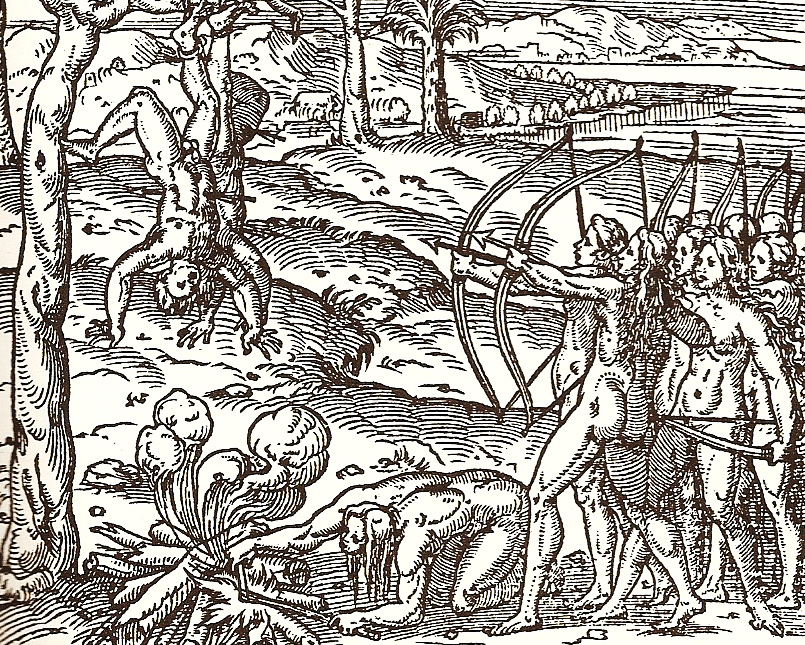
Uccisione di prigionieri da parte di Amazzoni in Sudamerica

Nel XVI secolo i primi esploratori spagnoli dell'America meridionale guidati da Francisco de Orellana riferirono di avere incontrato delle donne guerriere che li bersagliarono con frecce e dardi di cerbottana dalle rive del fiume Marañón, che essi chiamarono "fiume delle Amazzoni". Nel 1557, al ritorno da un viaggio in Brasile, l'esploratore André Thevet nel saggio Les singularitez de la France antarctique riprese il tema delle donne guerriere incontrate dagli Spagnoli. Le Amazzoni del Sudamerica furono a volte rappresentate con la pelle bianca. Esse praticavano il cannibalismo: attaccavano le tribù confinanti per rapire donne e bambine, uccidendo gli uomini per poi cibarsi dei bambini.  Secondo Trevet, esse trattavano crudelmente i prigionieri che catturavano: li appendevano per una gamba al ramo di un albero, li uccidevano trafiggendoli con le frecce e bruciavano i loro corpi. Trevet affermò che ai tre tipi di Amazzoni descritti nell'antichità (Amazzoni di Scizia, d'Asia e di Libia) si venivano ad aggiungere le Amazzoni d'America: in tal modo, ciascun continente aveva le sue Amazzoni.   Nel 1655 il governatore André Vidal finanziò una missione, affidata al gesuita padre António Vieira con Joao de Soutomaior, Francisco Veloso e Tomé Ribeiro sotto il comando militare di Bento Rodrigues de Oliverira, che portò loro la novella delle leggi di Dio e del Re del Portogallo.  Molte si convertirono e passarono il resto della vita terrena a servire nelle aldeias e nelle reducciones, ma rifiutando contatti con gli uomini, estinguendosi nel giro di una generazione.

## Le Amazzoni del Dahomey

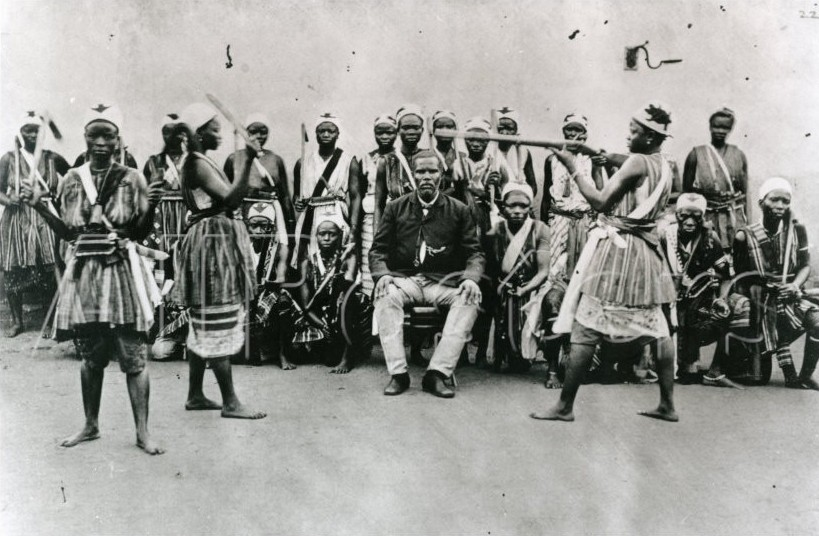
Fotografia di alcune Amazzoni del Dahomey (circa 1890)

È storicamente accertata l'esistenza di donne guerriere in Africa nel regno del Dahomey tra il XVIII e il XIX secolo. Inizialmente ebbero compiti di guardia al palazzo reale, poi, sotto il re Agadja, cominciarono ad essere usate nei combattimenti. In seguito la loro importanza crebbe fino al punto che arrivarono a costituire un terzo dell'esercito. Le Amazzoni del Dahomey erano alte e fisicamente forti. Indossavano una tunica e un paio di pantaloni all'altezza del ginocchio ed avevano varie armi, tra cui spade corte, pugnali, asce, archi e lance; nell'Ottocento aggiunsero al loro armamento anche i fucili. Oltre a partecipare ai combattimenti, svolgevano anche compiti di boia, effettuando le esecuzioni capitali dei prigionieri mediante la decapitazione.

Grazie ai racconti di alcuni esploratori, la fama di queste donne guerriere arrivò in Europa e si parlò di loro anche in alcuni romanzi, tra cui Robur il conquistatore di Jules Verne e La Costa d'Avorio di Emilio Salgari. La conquista del Dahomey da parte della Francia avvenuta nel 1882 mise fine all'esistenza di queste amazzoni africane.

## Le Amazzoni nell'arte
- Amazzonomachia
- Amazzone ferita
- Sarcofago delle Amazzoni
- Mosaico delle Amazzoni a Edessa (Turchia)
- Battaglia delle Amazzoni dipinto di Peter Paul Rubens (1615 circa).

## Le Amazzoni nei film
- La disfatta delle Amazzoni (1933)
- Tarzan e le amazzoni (1945)
- La regina delle Amazzoni (1960)
- Le Amazzoni - Donne d'amore e di guerra (1973)
- Le guerriere dal seno nudo (1974)
- Cobra Verde (1987)
- Wonder Woman (2017)
- The Woman King (2022)

## Le Amazzoni nel genere fantasy
- Amazon, Le amazzoni del sud, Il volo dell'angelo e Stella di Gondwana, romanzi fantasy di Gianluigi Zuddas
- Amazzoni dei fumetti dell'Universo DC.
- Amazzoni del manga e anime One Piece.
- Amazzoni del wargame Warhammer Fantasy Battle.
- Quartetto delle Amazzoni, personaggi del cartone animato Sailor Moon.
- Nell'anime e manga Capitan Harlock (1ª serie), il nemico è costituito dalle Mazoniane, popolazione aliena del pianeta Mazone, chiara allusione alla mitologia del regno delle donne guerriere.
- Legend of the Amazon Women, videogioco del 1986.
- Loren: The Amazon Princess, videogioco del 2012.